# روس ماكدونالد
روس ماكدونالد (بالإنجليزية: Ross Macdonald)‏‏ (13 ديسمبر 1915 في لوس غاتوس، سانتا كلارا، كاليفورنيا - 11 يوليو 1983 في سانتا باربارا، كاليفورنيا) كاتب، وروائي من الولايات المتحدة.

## الجوائز
- جائزة إدغار

## روابط خارجية
- روس ماكدونالد على موقع IMDb (الإنجليزية)
- روس ماكدونالد على موقع الموسوعة البريطانية (الإنجليزية)
- روس ماكدونالد على موقع ميوزك برينز (الإنجليزية)
- روس ماكدونالد على موقع إن إن دي بي (الإنجليزية)
- روس ماكدونالد على موقع قاعدة بيانات الفيلم (الإنجليزية)